# Ebe

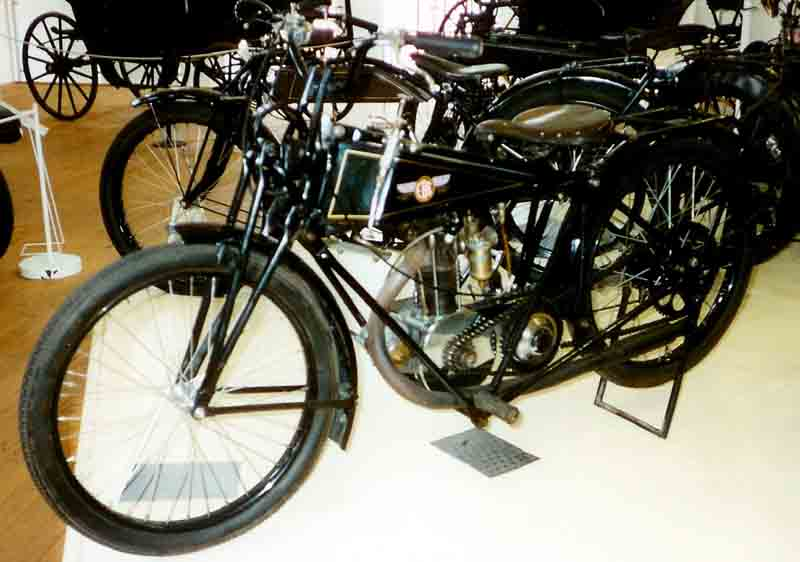
EBE E-Sport uit 1928

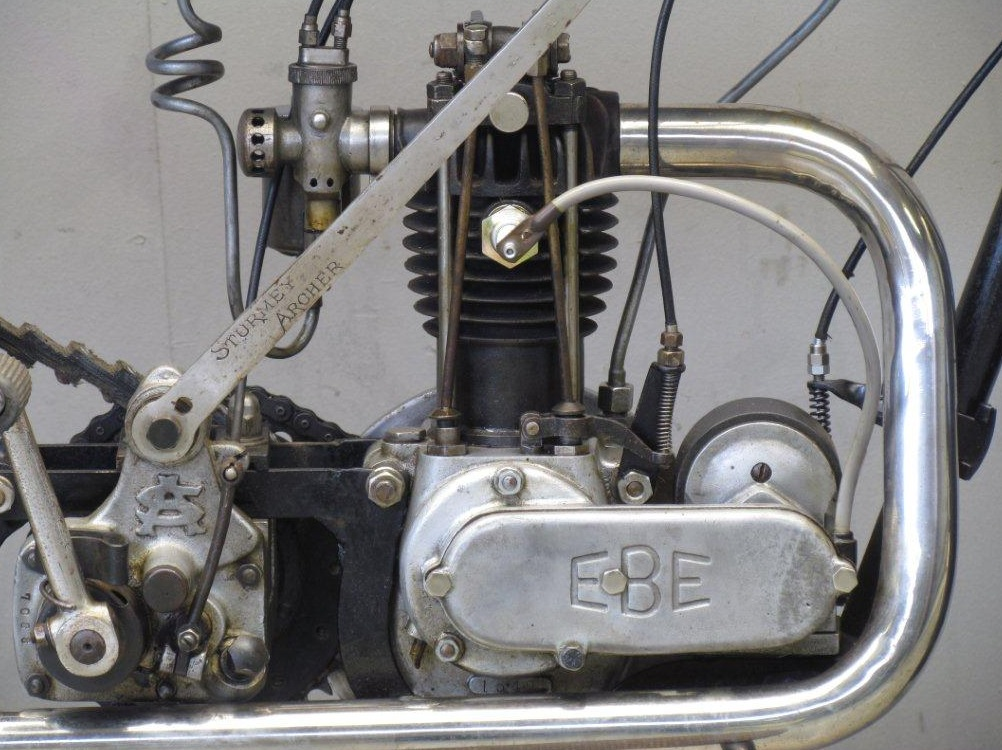
EBE 172 cc kopklepmotor in een Monark-frame van 1929

EBE is een Zweeds historisch merk van motorfietsen.
De bedrijfsnaam was N.V. Motorfabriken Ebe, Åmål.
Ebe maakte vanaf 1919 173cc-hulpmotoren en vanaf 1925 ook motorfietsen met een eigen 172cc-kopklep- of 596cc-zijklepmotor. De productie eindigde in 1930.